# Henry Lawes
Henry Lawes (ur. 5 stycznia 1596 w Dinton w hrabstwie Wiltshire, zm. 21 października 1662 w Londynie) – angielski kompozytor.

## Życiorys
Starszy brat Williama Lawesa. Brak informacji o wczesnym okresie jego życia. Być może był członkiem chóru chłopięcego przy katedrze w Salisbury, gdzie jego ojciec był śpiewakiem. Działał na dworze Johna Egertona, earla Bridgewater. Od 1626 roku był członkiem kapeli królewskiej, od 1631 roku pełnił też funkcję nadwornego kompozytora króla Karola I. Był twórcą masek wystawianych na dworze królewskim. Po wybuchu w 1642 roku angielskiej wojny domowej pracował jako nauczyciel muzyki, występował też jako instrumentalista. Po Restauracji Stuartów w 1660 roku wrócił do służby dworskiej. Jego anthem Zadok, the Priest wykonano podczas uroczystości koronacji królewskiej Karola II w 1661 roku. Został pochowany w Opactwie Westminsterskim.

## Twórczość
Był przedstawicielem angielskiej szkoły kompozytorskiej, krytykował ówczesną modę na muzykę włoską. Należał do czołowych XVII-wiecznych angielskich twórców pieśni, których stworzył przeszło 400, pisząc muzykę do tekstów czołowych poetów swojej epoki. Skomponował m.in. A Paraphrase upon the Psalmes of David by George Sandys set to New Tunes for Private Devotion na głos i basso continuo (1638), Choice Psalmes put into Musick na 3 głosy i basso continuo (1648), Ayres and Dialogues na 1–3 głosy (3 zbiory; 1653, 1655, 1658), maski Comus i The Triumphs of Peace. Był autorem pieśni do pierwszego i ostatniego aktu pierwszej angielskiej opery, The Siege of Rhodes (1656).